# 15. ožujka
15. ožujka (15. 3.) 74. je dan godine po gregorijanskom kalendaru (75. u prijestupnoj godini).
Do kraja godine ima još 291 dan.

## Događaji
- 44. pr. Kr. – Rimskog vojskovođu Julija Cezara izboli su na smrt Marko Junije Brut i nekoliko drugih rimskih senatora na Martovske ide
- 1493. – Kristofor Kolumbo vratio se u Španjolsku nakon prvog putovanja u Ameriku.
- 1848. – U Pešti je izbila Mađarska revolucija
- 1877. – Povijest kriketa: kriketaši koji su predstavljali Englesku i Australiju igrali su prvi probni meč na Melbourne Cricket Groundu.
- 1906. – Charles Rolls i Henry Royce osnovali su automobilsku industrijsku kompaniju Rolls-Royce
- 1917. – Ruski car Nikola II. prisiljen je abdicirati u Februarskoj revoluciji, čime je završena tristoljetna vlast loze Romanov.
- 1967. – nastala Deklaracija o nazivu i položaju hrvatskog književnog jezika.
- 1991. – Osnovana Narodna zaštita Republike Hrvatske, preteča Hrvatske vojske. Skupa s HV sudjelovala u borbenim aktivnostima s HV na osječkom području. U Domovinskom ratu ondje je poginulo 17 pripadnika NZ, 49 ranjeno i dvoje je nestalih.
- 2011. – započinje građanski rat u Siriji.
- 2019. – U terorističkom napadu na dvije džamije u Christchurchu ubijeno je 49 i ranjeno 48 muslimana, što predstavlja masovnu pucnjavu s najvećim brojem žrtava u povijesti Novog Zelanda.[1]

| - 1767. – Andrew Jackson, američki političar i predsjednik († 1845.) - 1830. – Paul von Heyse, njemački književnik († 1914.) - 1854. – Emil Adolf von Behring, njemački liječnik i nobelovac († 1917.) - 1894. – Vilmos Aba-Novák, mađarski slikar i grafičar († 1941.) - 1907. – Zarah Leander, švedska glumica i pjevačica († 1981.) - 1914. – Mladen Stahuljak, hrvatski skladatelj i dirigent († 1996.) - 1928. – Marcel Nguyễn Tân Văn, vijetnamski redemptorist († 1959.) - 1930. – Žores Ivanovič Alfjorov, ruski fizičar, nobelovac - 1834. – Giacomo Cusmano, talijanski blaženik († 1888.) - 1944. – Ulrich Beck, njemački sociolog i filozof († 2015.) - 1947. – Boris Bućan, hrvatski likovni umjetnik i akademik († 2023.) - 1948. – Sérgio Vieira de Mello, brazilski diplomat († 2003.) - 1955. – Jasna Zlokić, hrvatska pjevačica - 1962. – Ljiljana Bogojević, hrvatska glumica - 1971. – Zdeslav Vrdoljak, hrvatski vaterpolist - 1972. – Nina Violić, hrvatska glumica - 1974. – Dmitrij Sautin, ruski skakač u vodu - 1975. – Eva Longoria, američka glumica - 1975. – Branislava Vičar, slovenska jezikoslovka, feministica i aktivistkinja - 1981. – Monika Leskovar, hrvatska violončelistica - 2005. – Nika Prevc, slovenska skijašica skakačica | - 44. pr. Kr. – Gaj Julije Cezar, rimski vojskovođa, pisac i diktator - 220. – Cao Cao, kineski kancelar - 497. – Odoakar, kralj Italije (* oko 433.) - 752. – Zaharija, papa (* oko 679.) - 963. – Roman II., bozantski car (* oko 937.) - 1563. – Ibrahim-paša Paržanin, veliki vezir Osmanskog Carstva (* 1493.) - 1842. – Luigi Cherubini, talijanski skladatelj (* 1760.) - 1849. – Giuseppe Gasparo Mezzofanti, talijanski kardinal (* 1774.) - 1937. – Howard Phillips Lovecraft, američki pisac (* 1890.) - 1941. – Alexej von Jawlensky, rusko-njemački slikar (* 1867.) - 1944. – Otto von Below, njemački general (* 1857.) - 1962. – Arthur Holly Compton, američki fizičar (* 1892.) - 1975. – Aristoteles Onassis, grčki brodovlasnik (* 1906.) - 1981. – René Clair, francuski filmski redatelj (* 1898.) - 1997. – Victor Vasarely, francuski slikar i grafičar mađarskog porijekla (* 1908.) - 2005. – Otar Korkia, gruzijski košarkaš (* 1923.) - 2011. – Nate Dogg, američki pjevač i reper (* 1969.) - 2022. – Nikola Štedul, hrvatski politički emigrant (* 1937.) - 2023. – Antun Boris Švaljek, hrvatski slikar i grafičar (* 1951.) |

## Blagdani i spomendani
- Dan osnivanja Narodne zaštite u Republici Hrvatskoj
- Svjetski dan prava potrošača

## Imendani
- Longin
- Mengin
- Zaharija
- Veljko
- Vjekoslava